# Station Karzec
Station Karzec is een spoorwegstation in de Poolse plaats Karzec in de gemeente Krobia.